# Melanthia postalbaria
Melanthia postalbaria är en fjärilsart som beskrevs av John Henry Leech 1897. Melanthia postalbaria ingår i släktet Melanthia och familjen mätare. Inga underarter finns listade i Catalogue of Life.